# Enciclopedia Lingüística Hispánica
La Enciclopedia Lingüística Hispánica (ELH) es una obra miscelánea editada entre 1960 y 1967 por el Consejo Superior de Investigaciones Científicas español bajo la dirección de Manuel Alvar López y que pretendía reunir todos los campos de la filología del castellano (toponimia, morfología, sintaxis, semántica, ortografía, dialectalismos, etc.). Colaboraron entre otros, Ramón Menéndez Pidal, Joan Bastardas, Germà Colón y Manuel Sanchís Guarner.